# 菲奥娜·鲁宾逊
菲奥娜·鲁宾逊（英語：Fiona Robinson，1969年2月7日—），现姓汉南（Hannan），澳大利亚女子篮球、手球运动员。她曾代表澳大利亚参加1996年和2000年夏季奥林匹克运动会，其中1996年奥运会获得一枚铜牌。